# 라몬 에스테베즈
라몬 에스테베즈(Ramon Estevez, 1963년 8월 7일 ~ )는 미국의 배우, 텔레비전 배우, 영화배우, 텔레비전 감독, 무대 연출가이다.
뉴욕에서 태어났다.

## 영화
- 위스퍼스 (2015년)
- 즉결 심판 (1995년)
- 샌드맨 (1993년)
- 병창 투쟁 (1991년)
- 쾌걸 조로 (1990년)
- 배신자 (1989년)
- 천사의 추락 (1989년)
- 핵비상 사태 (1986년)
- 마지막 데이트 (1985년)
- 4번째 동방 박사 (1985년)
- 데드존 (1983년)